# Campionati europei di corsa campestre 2005
Il XII Campionato europeo di corsa campestre si è disputato a Tilburg, nei Paesi Bassi, l'11 dicembre 2005. Il titolo maschile è stato vinto da Serhiy Lebid mentre quello femminile da Lornah Kiplagat.

## Risultati
I risultati del campionato sono stati:

### Individuale (uomini senior)
| Pos. | Atleta                 | Tempo (m's") |
| ---- | ---------------------- | ------------ |
|      | Serhiy Lebid           | 27'09"       |
|      | Alberto García         | 27'21"       |
|      | Driss Maazouzi         | 27'26"       |
| 4.   | Bouabdellah Tahri      | 27'27"       |
| 5.   | Günther Weidlinger     | 27'28"       |
| 6.   | Mokhtar Benhari        | 27'35"       |
| 7.   | Tom Van Hooste         | 27'36"       |
| 8.   | Khalid Zoubaa          | 27'36"       |
| 9.   | Juan Carlos de la Ossa | 27'36"       |
| 10.  | José Ríos              | 27'37"       |
| 11.  | Fernando Silva         | 27'39"       |
| 12.  | Gary Murray            | 27'41"       |

### Squadre (uomini senior)
| Pos. | Nazione                                                                | Punti |
| ---- | ---------------------------------------------------------------------- | ----- |
|      | Francia Driss Maazouzi Bouabdellah Tahri Mokhtar Benhari Khalid Zoubaa | 20    |
|      | Spagna Alberto García Juan Carlos de la Ossa José Ríos Iván Galán      | 64    |
|      | Ucraina Serhiy Lebid Leonid Rybak Jevgeni Bozhko Juri Hitshun          | 70    |
| 4.   | Italia                                                                 | 75    |
| 5.   | Portogallo                                                             | 94    |
| 6.   | Russia                                                                 | 124   |
| 7.   | Gran Bretagna                                                          | 129   |
| 8.   | Irlanda                                                                | 139   |

### Individuale (donne senior)
| Pos. | Atleta              | Tempo (m's") |
| ---- | ------------------- | ------------ |
|      | Lornah Kiplagat     | 19'55"       |
|      | Sabrina Mockenhaupt | 20'00"       |
|      | Johanna Nilsson     | 20'01"       |
| 4.   | Olivera Jevtić      | 20'04"       |
| 5.   | Anikó Kálovics      | 20'15"       |
| 6.   | Hayley Yelling      | 20'16"       |
| 7.   | Inga Abitova        | 20'16"       |
| 8.   | Liz Yelling         | 20'17"       |
| 9.   | Rosa Morató         | 20'18"       |
| 10.  | Mariya Konovalova   | 20'18"       |
| 11.  | Mary Cullen         | 20'22"       |
| 12.  | Veerle Dejaeghere   | 20'24"       |

### Squadre (donne senior)
| Pos. | Nazione                                                                    | Punti |
| ---- | -------------------------------------------------------------------------- | ----- |
|      | Russia Inga Abitova Mariya Konovalova Lidiya Grigoryeva Liliya Shobukhova  | 52    |
|      | Gran Bretagna Hayley Yelling Liz Yelling Kate Reed Natalie Harvey          | 54    |
|      | Francia Latifa Essarokh Yamna Oubouhou Maria Martins Fatiha Klilech-Fauvel | 73    |
| 4.   | Portogallo                                                                 | 87    |
| 5.   | Irlanda                                                                    | 106   |
| 6.   | Paesi Bassi                                                                | 109   |
| 7.   | Germania                                                                   | 126   |
| 8.   | Belgio                                                                     | 157   |

### Individuale (uomini junior)
| Pos. | Atleta                  | Tempo (m's") |
| ---- | ----------------------- | ------------ |
|      | Barnabás Bene           | 18'41"       |
|      | Andrew Vernon           | 18'42"       |
|      | Dušan Markešević        | 18'42"       |
| 4.   | Ciprian Suhanea         | 18'50"       |
| 5.   | Mohamed el Bendir       | 18'50"       |
| 6.   | Stefan Patru            | 18'52"       |
| 7.   | Siarhei Chabiarak       | 18'53"       |
| 8.   | Arkadiusz Gardzielewski | 18'54"       |

### Squadre (uomini junior)
| Pos. | Nazione                                                                         | Punti |
| ---- | ------------------------------------------------------------------------------- | ----- |
|      | Polonia Kamil Murzyn Marcin Chabowski Arkadiusz Gardzielewski Lukasz Skoczynski | 60    |
|      | Gran Bretagna                                                                   | 61    |
|      | Romania                                                                         | 80    |
| 4.   | Italia                                                                          | 94    |
| 5.   | Spagna                                                                          | 111   |
| 6.   | Portogallo                                                                      | 135   |
| 7.   | Russia                                                                          | 144   |
| 8.   | Turchia                                                                         | 145   |

### Individuale (donne junior)
| Pos. | Atleta           | Tempo (m's") |
| ---- | ---------------- | ------------ |
|      | Ancuţa Bobocel   | 15'23"       |
|      | Emily Pidgeon    | 15'25"       |
|      | Susan Kuijken    | 15'33"       |
| 4.   | Linda Byrne      | 15'39"       |
| 5.   | Galina Maksimova | 15'40"       |
| 6.   | Morag Maclarty   | 15'42"       |
| 7.   | Stephanie Twell  | 15'45"       |
| 8.   | Yulija Ivanova   | 15'47"       |

### Squadre (donne junior)
| Pos. | Nazione                                                                 | Punti |
| ---- | ----------------------------------------------------------------------- | ----- |
|      | Gran Bretagna Emily Pidgeon Morag Maclarty Stephanie Twell Sian Edwards | 33    |
|      | Romania                                                                 | 48    |
|      | Russia                                                                  | 56    |
| 4.   | Belgio                                                                  | 114   |
| 5.   | Irlanda                                                                 | 119   |
| 6.   | Turchia                                                                 | 142   |
| 7.   | Spagna                                                                  | 147   |
| 8.   | Germania                                                                | 156   |

## Medagliere
Legenda
     Paese ospitante
| Posizione | Paese               | Oro | Argento | Bronzo | Totale |
| --------- | ------------------- | --- | ------- | ------ | ------ |
| 1         | Gran Bretagna       | 1   | 4       | 0      | 5      |
| 2         | Romania             | 1   | 1       | 1      | 3      |
| 3         | Francia             | 1   | 0       | 2      | 3      |
| 4         | Paesi Bassi         | 1   | 0       | 1      | 2      |
| 4         | Russia              | 1   | 0       | 1      | 2      |
| 4         | Ucraina             | 1   | 0       | 1      | 2      |
| 7         | Polonia             | 1   | 0       | 0      | 1      |
| 7         | Ungheria            | 1   | 0       | 0      | 1      |
| 9         | Spagna              | 0   | 2       | 0      | 2      |
| 10        | Germania            | 0   | 1       | 0      | 1      |
| 11        | Svezia              | 0   | 0       | 1      | 1      |
| 11        | Serbia e Montenegro | 0   | 0       | 1      | 1      |
| Totale    | Totale              | 8   | 8       | 8      | 24     |